# Giacomo Lo Verde
Giacomo Lo Verde (* im 16. Jahrhundert in Trapani, dokumentiert 1619–1649; † in Palermo) war ein italienischer Maler von Altarbildern des Barock auf Sizilien.

## Leben
Lo Verde wurde von seinem Vater nach Rom geschickt, um dort die schönen Künste zu erlernen. Da der Vater jedoch bald darauf starb und den Sohn nicht mehr finanziell unterstützen konnte, kehrte dieser nach Sizilien zurück. In Palermo wurde er ein Schüler von Pietro Novelli, dessen Kompositionsstil er folgte. In Kolorit und der Linienführung ist er von Anthonis van Dyck beeinflusst, was die gelegentliche Zuschreibung seiner Bilder an den großen Flamen zur Folge hatte.

## Werke (Auswahl)
- Galleria Regionale della Sicilia (Palermo): Tafelbilder „Immacolata mit den Heiligen Antonius, Jakob, Nikolaus und Franz von Paula“ sowie „Darbringung Marias im Tempel“
- Kathedrale von Trapani: Kruzifix (Zuschreibung)
- Museo Regionale di Pepoli (Trapani): „Heilige Katharina von Alexandrien“
- Chiesa del Carmine Maggiore (Palermo): „Madonna del Carmelo“ in der Cappella delle Sante Maria Maddalena de’Pazzi e Teresa D’Avila und „La Madonna appare a San Pier“.
- Castello Ursino (Catania): Tafelbild
- Oratorio del Rosario di San Domenico: Tafelbild